# Astrologie de l'Empereur
 (septembre 2019).
L'astrologie de l'Empereur ou astrologie l'Étoile pourpre (Zi Wei Dou Shu) est un art de divination d'origine chinoise. Il reste l’un des processus les plus respectés pour l’établissement du « chemin du Destin ».

## Description
Dans les temps anciens, l'astrologie de l'Empereur était limité à la consultation exclusive et privée des empereurs impériaux, car l'astrologie de l'Empereur pouvait fournir une lecture élaborée, trop détaillée et classifiée[pas clair]. Ainsi, les astronomes impériaux ont utilisé l'astrologie de l'Empereur pour tracer des cartes de l'empereur, leur destin étant rapproché de celui de son royaume et de sa dynastie et affectant ce destin[style à revoir]. Parmi les étoiles utilisées dans le système de l'astrologie de l'Empereur, il y a une étoile principale tandis que d'autres étoiles tournent autour de celle-ci. L'étoile est appelée « étoile de l'Empereur » - Zi wei - qui représente également le souverain (empereur) de l'empire. L'astrologie de l'Empereur a été utilisé par des consultants professionnels et des praticiens pendant les mille dernières années pour déterminer son destin et ses stratégies correctives pour le Feng Shui. Zi Wei Dou Shu a ses philosophies et principes de feng shui uniques et est connu sous le nom de « feng shui personnalisé ».

## La carte de l'Étoile pourpre

### Les 12 palais
Les douze palais, ou Shí Èr Gōng (宫), sont disposés et tracés dans le sens contraire des aiguilles d'une montre.
- Palais du Moi (宮)
- Palais des Frères et Sœurs (宮)
- Palais des Époux (宮)
- Palais des Enfants (子女 宮)
- Palais de la Richesse (宮)
- Palais de la Santé (宮)
- Palais du Voyage (宮)
- Palais des Amis, ou palais subordonné (宮)
- Palais des Carrières (祿 宮)
- Palais de la Propriété (宮)
- Palais du Mental, ou palais de Karma, palais des Ancêtres (宮)
- Palais des Parents (宮)

### Les 14 étoiles
Les 14 étoiles majeures sont, :
- Ziwei (l'Empereur ou l'Étoile pourpre) : associé au Yin de Terre, le leader, organisateur, l'aîné, le monarque, le développement stable, la bienveillance, la neutralité la sagesse, les obligations, la société humaine, le pouvoir, la position, la richesse matérielle, la capacité de guérison et de sauvetage ;
- Tianji (le Conseiller, la Machine Céleste) : associé au Yin de bois, l'assistant, le stratège, le commis, les frères et sœurs, l'intelligence, la stratégie, la manipulation, la bonté ;
- Taiyang (Le Soleil) : associé au Yang de Feu, le chef des hommes, le doyen, le mâle (père-mari-fils), la masse, le développement de la masse, les caractéristiques masculines, la droiture, la vision, l'abnégation, l'amour universel, idéal , la nature, le pouvoir, la renommée, la capacité de donner ;
- Wuqu (Le Ministre des Finances, le Bureaucrate militaire) : associé au Yin de Métal, l'assistant, le planificateur à court terme, le marchand, le travailleur, le solitaire, ruse, force intérieure, prudence, rigidité, esprit de décision, richesse, industrie ;
- Tianfu (L'Impératrice ou le Vice-roi, le Manoir Céleste) : associé au Yang de Terre, le doyen, le monarque ou le haut fonctionnaire, la direction, la stabilité, la bienveillance, la conservation, la société humaine, la richesse matérielle, la position, le pouvoir, la capacité de consolidation ;
- Tiantong (l'Enfant, l'Étoile de la Chance, le Plaisir ) : associé au Yang d'Eau, le cadet, la vivacité, la gentillesse naturelle, le plaisir, la paresse, la bonne fortune ;
- Lianzhen (le Juge, la Jeune Femme) : associée au Yin de Feu, la vierge, le juge, l'avocat, la sorcière, la courtisane, la sévérité, la chasteté, la méchanceté, la double face, la prison, le harem, la justice, les accidents abominables, la punition, amour, humour, pauvreté ;
- Taiyin (la Lune) : associée au Yin d'Eau, le leader féminin ou de caractère féminin, le manipulateur, la personne âgée, la femelle (mère-épouse-fille), développement interne ou passif, développement rétrospectif, caractéristiques féminines, subtilité, amour féminin ou maternel , sacrifice maternel, égoïsme, extravagance, idéal, arts, nature, richesse matérielle, immobilier, propreté, capacité de recevoir et de dépenser ;
- Tanlang (Le Loup affamé) : associé au Yang de Bois et au Yin d'Eau, le chasseur, le peuple extravagant, le prêtre, le sexe, la ruse, la libido, les désirs égoïstes, le risque, la prison ;
- Jumen (l'Avocat, la Grande Porte, la Bouche) : associé au Yin d'Eau, l'avocat, le parlement, chanteurs, querelle, trahison, notoriété, franchise, secret, malchance, prison ;
- Tianxiang (Le Premier ministre, garde du sceau) : associé au Yang d'Eau, assistant de haut rang, délégué ou représentant, hautes fonctions, bienveillance, générosité, stabilité, loyauté ;
- Tianliang (Le Sage, le Pont Céleste) : associé au Yang de Terre et au Yang de Bois, l'enseignant, l'érudit, les règles, la bienveillance, la générosité, la tolérance, le pardon, l'éducation, la sagesse ;
- Qisha (Le Maréchal, Sept Victimes) : associé au Yang de Métal et au Yang de Feu, le chef militaire, tempérament rapide, héroïsme, franchise, douleur et travail, danger, loyauté, caractère exceptionnel ;
- Pojun (L'Armée, Étoile de la Destruction) : associé au Yin d'Eau, chefs militaires, trahison, astuce, gaspillage, destruction, changement.